# Erythrina humeana
Erythrina humeana är en ärtväxtart som beskrevs 1826 av den tyska läkaren och botanikern Kurt Sprengel. Arten ingår i korallbusksläktet (Erythrina) i familjen ärtväxter (Fabaceae). Inga underarter finns listade i Catalogue of Life.

## Bildgalleri

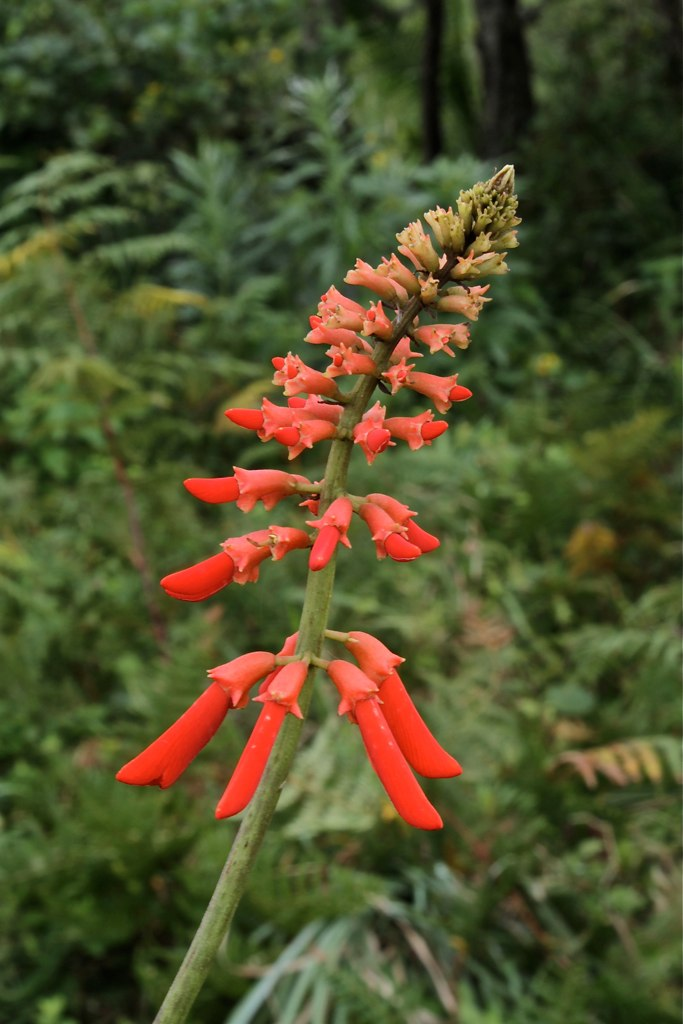
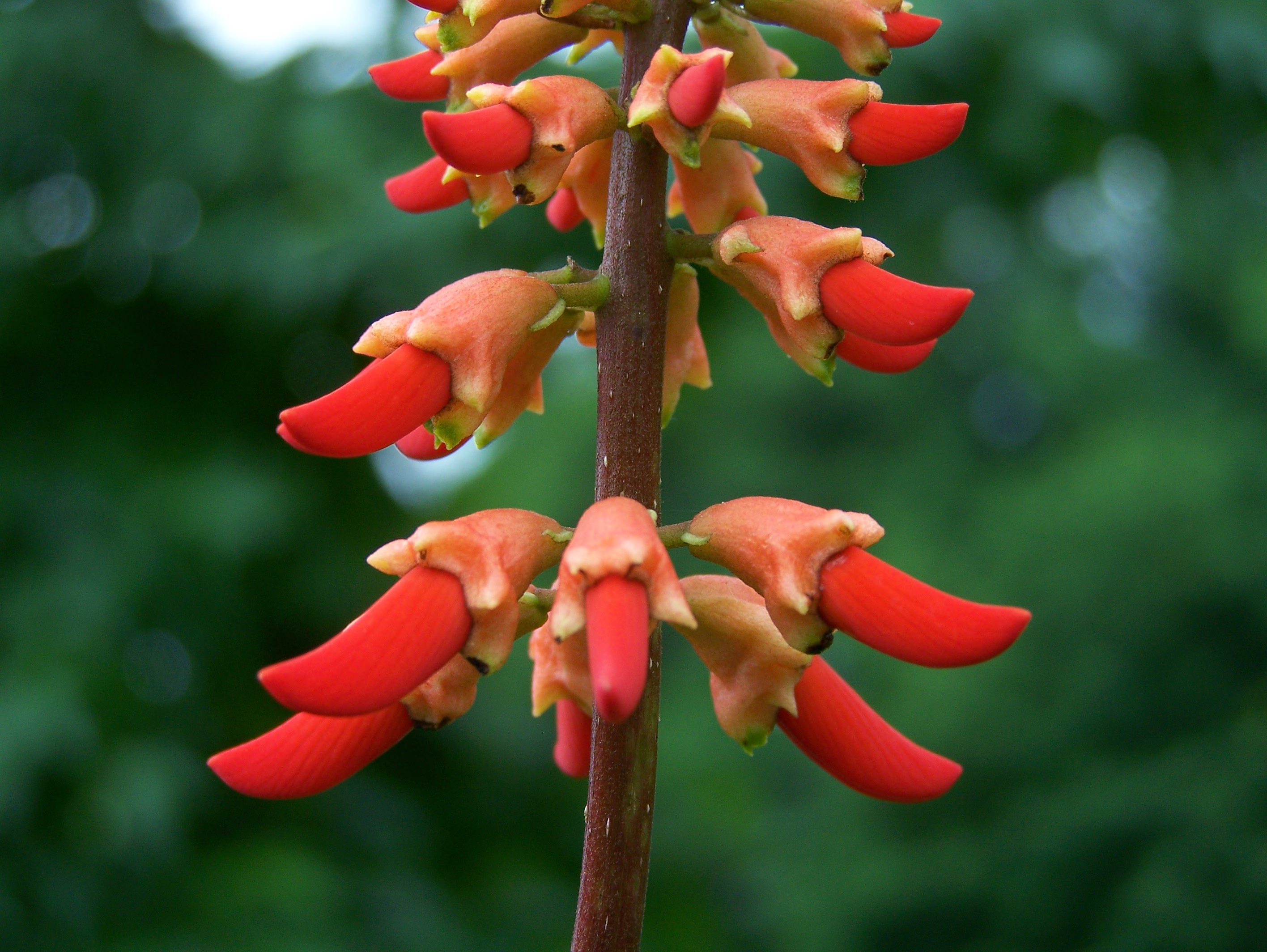
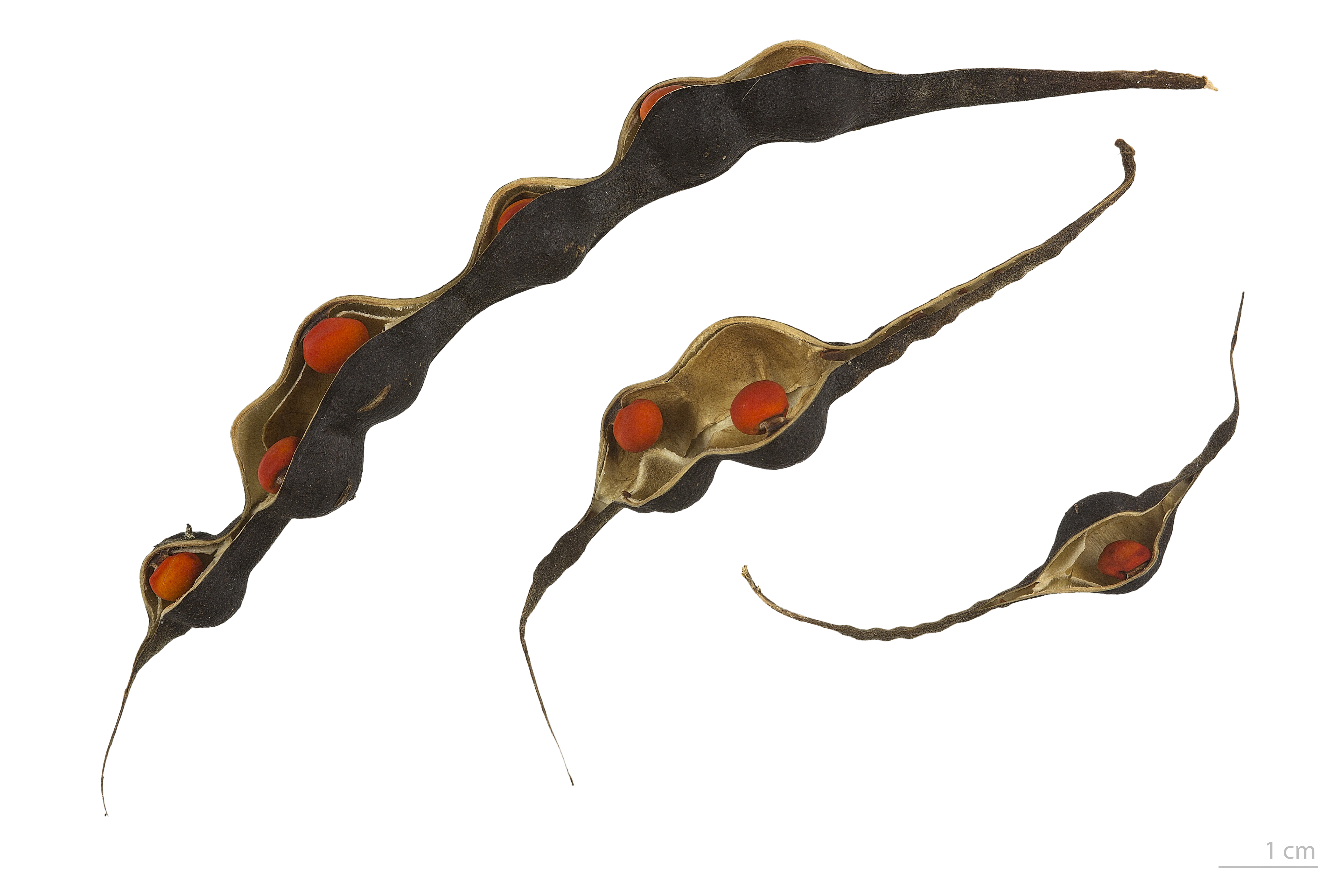
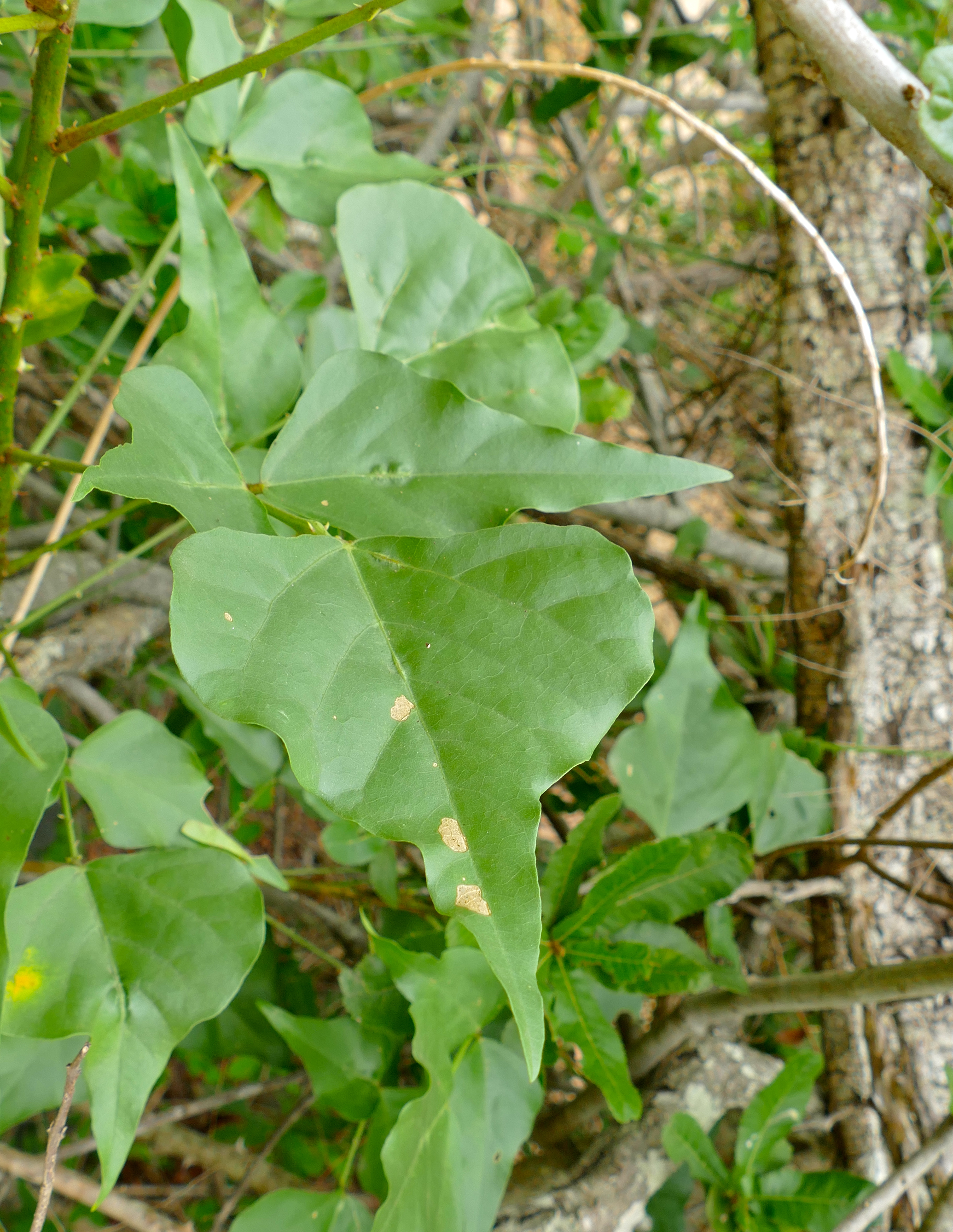